# دومینیک داسیلوا
دومینیک داسیلوا (انگلیسی: Dominique Da Sylva؛ زادهٔ ۱۶ اوت ۱۹۸۹) بازیکن فوتبال اهل موریتانی است.
از باشگاه‌هایی که در آن بازی کرده‌است می‌توان به باشگاه ورزشی زمالک، باشگاه فوتبال العروبی امارات، باشگاه ورزشی الاهلی مصر و باشگاه فوتبال صفاقسی اشاره کرد.
وی همچنین در تیم ملی فوتبال موریتانی بازی کرده‌است.